# Люк, Кей
Кей Люк (кит. 陆锡麒; 18 июня 1904 — 12 января 1991) — американский актер китайского происхождения.

## Ранние годы
Кей Люк родился в Гуанчжоу, Цинская империя, а вырос в Сиэтле, США. Получил образование в Вашингтонском университете, после чего уехал в Голливуд, где стал работать художником  и создавать афиши для фильмов в студиях Raytheon и Fox.
Кей Люк принимал участие в создании рекламных афиш к фильму «Кинг-Конг», также работал над несколькими фресками в китайском театре Граумана. В 1950-х годах он опубликовал ограниченный набор рисунков пером и чернилами «Рубайат Омар Хайяма». Другие работы Люка включали суперобложки для книг, изданных в 1950-х и 1960-х годах. Именно благодаря его художественной работе он был нанят на свои первые роли в кино.

## Карьера
Дебют Кей Люка на экране состоялся в 1934 в фильме «Узорный покров». В 1935 году он снялся в восьми фильмах о Чарли Чане, где играл роль Чена Ли, старшего сына детектива Чарли Чана, эта роль принесла ему первую известность. В 1937 году он сыграл более важную роль в китайском фильме «Благословенная земля», снятом по роману Перл Бак. В 1941 году он заменил Бориса Карлоффа в роли детектива Джеймса Вонга в фильме «Призрак китайского квартала». Это был первый голливудский фильм, где главную роль сыграл китайский актер, однако американская публика не смогла принять китайца в качестве главного героя, и фильм не собрал кассу.
С начала 1950-х годов Кей Люк снимается в многочисленных сериалах. Одной из его крупных работ стала роль слепого монаха в сериале 1970-х годов «Кунг-фу». Последним фильмом в карьере Кей Люка был «Элис» режиссёра Вуди Аллена 1990 года. В 1990 году был удостоен звезды на голливудской «Аллее славы».

## Личная жизнь
В 1942 году Кей Люк женился на Этель Дэвис.
Люк умер от инсульта 12 января 1991 года в возрасте 86 лет. Он похоронен в мемориальном парке Роуз Хиллз в Уиттиере, Калифорния.

## Избранная фильмография
| Год       |   | Русское название               | Оригинальное название          | Роль                           |
| --------- | - | ------------------------------ | ------------------------------ | ------------------------------ |
| 1934      | ф | Узорный покров                 | The Painted Veil               | Шей Кей Фонг                   |
| 1935      | ф | Чарли Чан в Париже             | Charlie Chan in Paris          | Ли Чан                         |
| 1936      | ф | Чарли Чан в опере              | Charlie Chan at the Opera      | Ли Чан                         |
| 1936      | ф | Чарли Чан на Бродвее           | Charlie Chan on Broadway       | Ли Чан                         |
| 1936      | ф | Чарли Чан на скачках           | Charlie Chan at the Race Track | Ли Чан                         |
| 1937      | ф | Чарли Чан на Олимпийских играх | Charlie Chan at the Olympics   | Ли Чан                         |
| 1937      | ф | Благословенная земля           | The Good Earth                 | старший сын                    |
| 1940      | ф | Призрак китайского квартала    | Phantom of Chinatown           | Джеймс Ли «Джимми» Вонг        |
| 1940      | ф | Товарищ Икс                    | Comrade X                      | представитель китайской прессы |
| 1942      | ф | Брат Сокола                    | The Falcon's Brother           | Джерри, слуга Гэя              |
| 1972—1975 | с | Кунг-фу                        | Kung Fu                        | мастер По                      |
| 1990      | ф | Элис                           | Alice                          | доктор Янг                     |